# Tinea texta
Tinea texta är en fjärilsart som beskrevs av Edward Meyrick 1931. Tinea texta ingår i släktet Tinea och familjen äkta malar. Inga underarter finns listade i Catalogue of Life.